# ナサニエル・アトキンソン
ナサニエル・ケイレブ・アトキンソン（英語: Nathaniel Caleb Atkinson、1999年6月13日 - ）は、オーストラリア・ローンセストン出身のサッカー選手。スコティッシュ・プレミアシップ・ハート・オブ・ミドロシアン所属。オーストラリア代表。ポジションはDF。

## 経歴

### プロ入り前
タスマニア州ローンセストンで生まれたアトキンソンはリヴァーサイド・オリンピックFCのユースチームに所属後、タスマニア州サッカー連盟のNTCプログラムに参加。2016年アカデミーサイドのメルボルン・シティでのトライアルを経て同クラブに加入。2016-17シーズンはNPLビクトリアのメルボルン・シティリザーブスでプレー。同シーズン終盤にはトップチームの練習に参加。

### メルボルン・シティ
2017年8月1日、ドルフィン・オーバルにて行われたペニンシュラ・パワーFC戦でトップチームデビューを果たす。2017年12月10日、右サイドバックの主力であったマニー・マスカットの出場停止によりセントラル・コースト・マリナーズFC戦でAリーグデビュー。試合後、監督のウォーレン・ジョイスは「彼はよくチャンスをものにしたと思う。彼は私がクラブに来てすぐに目に留まった1人だ」とアトキンソンを称賛した。2018年1月12日、メルボルン・シティと2年契約を結ぶ。

### パース・グローリー
2020年9月、パース・グローリーFCと2年契約。しかし、その3週間後に新型コロナウイルスの影響で契約が解除されシーズン開始前にメルボルン・シティと再び2年契約を結ぶ。

### ハート・オブ・ミドロシアン
2021年冬、スコティッシュ・プレミアシップのハート・オブ・ミドロシアンに3年半契約で移籍。

## 代表経歴
2017年1月、U-20オーストラリア代表に選出。2019年11月にはU-23オーストラリア代表から「非プロフェッショナルな行為」を理由にラクラン・ウェールズ、ブランドン・ウィルソン、ライリー・マッグリーと共に長期出場停止処分を受ける。
2020年東京オリンピックのオーストラリア代表メンバーに選出。アルゼンチン戦、スペイン戦でフル出場を果たす。
2022年3月29日に行われた2022 FIFAワールドカップ・アジア3次予選・サウジアラビア代表戦でA代表デビュー。
2022年カタールワールドカップメンバーに選出。初戦のフランス戦では先発出場した(85分にミロシュ・デゲネクと交代)。

## 個人成績
2023年2月現在
| 2017-18        | メルボルン・シティ         | 37             | Aリーグ        | 17       | 0        | 1                | 0                | 18       | 0        |
| 2018-19        | メルボルン・シティ         | 37             | Aリーグ        | 17       | 0        | 3                | 0                | 20       | 0        |
| 2019-20        | メルボルン・シティ         | 13             | Aリーグ        | 23       | 1        | 0                | 0                | 23       | 1        |
| 2020-21        | パース・グローリー         | -              | Aリーグ        | -        | -        | -                | -                | -        | -        |
| 2020-21        | メルボルン・シティ         | 13             | Aリーグ        | 14       | 2        | 0                | 0                | 14       | 2        |
| 2021-22        | メルボルン・シティ         | 13             | Aリーグ        | 4        | 0        | 0                | 0                | 4        | 0        |
| スコットランド | スコットランド             | スコットランド | スコットランド | リーグ戦 | リーグ戦 | スコティッシュ杯 | スコティッシュ杯 | 期間通算 | 期間通算 |
| 2021-22        | ハート・オブ・ミドロシアン | 12             | S・プレミア    | 15       | 1        | 5                | 0                | 20       | 1        |
| 2022-23        | ハート・オブ・ミドロシアン | 12             | S・プレミア    |          |          |                  |                  |          |          |
| 通算           | オーストラリア             | オーストラリア | Aリーグ        | 75       | 3        | 4                | 0                | 79       | 3        |
| 通算           | スコットランド             | スコットランド | S・プレミア    | 15       | 1        | 5                | 0                | 20       | 1        |
| 総通算         | 総通算                     | 総通算         | 総通算         | 90       | 4        | 9                | 0                | 99       | 4        |

## 代表歴

### 出場大会
- U-23オーストラリア代表
  - 東京オリンピック（2021年）
- オーストラリア代表
  - 2022 FIFAワールドカップ・アジア3次予選（2022年）
  - 2022 FIFAワールドカップ・アジア4次予選（2022年）
  - 2022 FIFAワールドカップ・大陸間プレーオフ（2022年）
  - 2022 FIFAワールドカップ（2022年）

### 試合数
- 国際Aマッチ  9試合 0得点（2022年 - ）[9]

| オーストラリア代表 | 国際Aマッチ | 国際Aマッチ |
| 年                 | 出場        | 得点        |
| ------------------ | ----------- | ----------- |
| 2022               | 6           | 0           |
| 2023               | 2           | 0           |
| 2024               | 1           | 0           |
| 通算               | 9           | 0           |